# Šimunčevec
Šimunčevec település Horvátországban, Zágráb főváros Szeszvete városnegyedében. Közigazgatásilag a fővároshoz tartozik.

## Fekvése
Zágráb városközpontjától légvonalban 10, közúton 19 km-re északkeletre, a Medvednica-hegység keleti részének déli lejtőin, az azonos nevű patak mentén fekszik.

## Története
A zágrábi püspökség birtoka volt. 1679-ben a püspöki joghatóság alatt Patai János birtokolta.
Az első katonai felmérés térképén „Simunchevecz” néven található. Lipszky János 1808-ban Budán kiadott repertóriumában „Simunovecz vel. Simunczevecz” néven szerepel. Nagy Lajos 1829-ben kiadott művében „Simunchevecz” néven 26 házzal, 221 katolikus vallású lakossal találjuk.
A településnek 1857-ben 241, 1910-ben 428 lakosa volt. Zágráb vármegye Zágrábi járásához tartozott. 1941 és 1945 között a Független Horvát Állam része volt, majd a szocialista Jugoszlávia fennhatósága alá került. 1991-től a független Horvátország része. 1991-ben lakosságának 96%-a horvát nemzetiségű volt. A településnek 2011-ben 271 lakosa volt.

## Népessége
| Lakosság változása | Lakosság változása | Lakosság változása | Lakosság változása | Lakosság változása | Lakosság változása | Lakosság változása | Lakosság változása | Lakosság változása | Lakosság változása | Lakosság változása | Lakosság változása | Lakosság változása | Lakosság változása | Lakosság változása | Lakosság változása |
| ------------------ | ------------------ | ------------------ | ------------------ | ------------------ | ------------------ | ------------------ | ------------------ | ------------------ | ------------------ | ------------------ | ------------------ | ------------------ | ------------------ | ------------------ | ------------------ |
| 1857               | 1869               | 1880               | 1890               | 1900               | 1910               | 1921               | 1931               | 1948               | 1953               | 1961               | 1971               | 1981               | 1991               | 2001               | 2011               |
| 241                | 266                | 285                | 303                | 323                | 428                | 405                | 422                | 406                | 387                | 353                | 284                | 277                | 263                | 282                | 271                |

## Egyesületek
DVD Šimunčevec önkéntes tűzoltó egyesület